# Греки в Албании
Гре́ки в Алба́нии (греч. Έλληνες της Αλβανίας, алб. Grekët në Shqipëri) — крупнейшее этноязыковое меньшинство современной республики Албания. Сосредоточены на юге страны, в области Северный Эпир. Общая численность около 200 тыс. чел (перепись), около 5 % населения страны. Греческая сторона оценивает общину в 400 тыс. человек.

## История
Греки проживают на территории Албании со времён ранней античности. В Средние века греки интенсивно переселялись в высокогорные районы, а албанцы-арнауты мигрировали в долины. После распада Османской империи в 1913 г. греческие области были заняты греческой армией, но по настоянию Австрии и Италии были включены в состав независимой Албании. В последовавшие годы Первой мировой войны греческая армия вновь вступила в Северный Эпир и вновь оставила его в результате дипломатических акций европейских правительств.
Неудовлетворённое развитием событий местное греческое население предприняло попытку самоопределения. Автономная республика Северного Эпира существовала на юге Албании в 1913—1914 годах. Автономный греческий район на юге Албании закрепил Протокол Корфу в 1913 году, но после 1921 года его предписания албанскими властями не соблюдались.
Положение православной греческой общины улучшилось после 1991 года. В настоящее время греческий язык широко распространён в Албании, поскольку албанские экономические мигранты активно переселяются в Грецию.